# Kokijard
Kokijard – pielgrzym, zmierzający do grobu św. Jakuba Apostoła w sanktuarium znajdującym się w hiszpańskim mieście Santiago de Compostela. Nazwa pochodzi od francuskiej nazwy muszli (fr. la coquille), która nazywana była muszlą pielgrzymią. Była ona oznaką i atrybutem pielgrzymów na Drodze św. Jakuba, a także dowodem odbycia pielgrzymki.
Pielgrzymów do grobu św. Jakuba nazywano również peregrino, tak jak swą nazwę miał pielgrzym udający się do Rzymu (romero), czy do Jerozolimy (palmero).